# Passo di Llanberis
Il passo di Llanberis (in inglese Llanberis Pass; in gallese Bwlch Llanberis), situato in Galles e, più precisamente, in Snowdonia, è una località situata a sud-est di Llanberis che attraversa Pen-y-Pass insinuandosi tra le catene montuose del Glyderau e il massiccio di Snowdon. In fondo al passo, che si trova a un'altezza di 359 m, si trova il piccolo comune di Nant Peris.

## Geografia

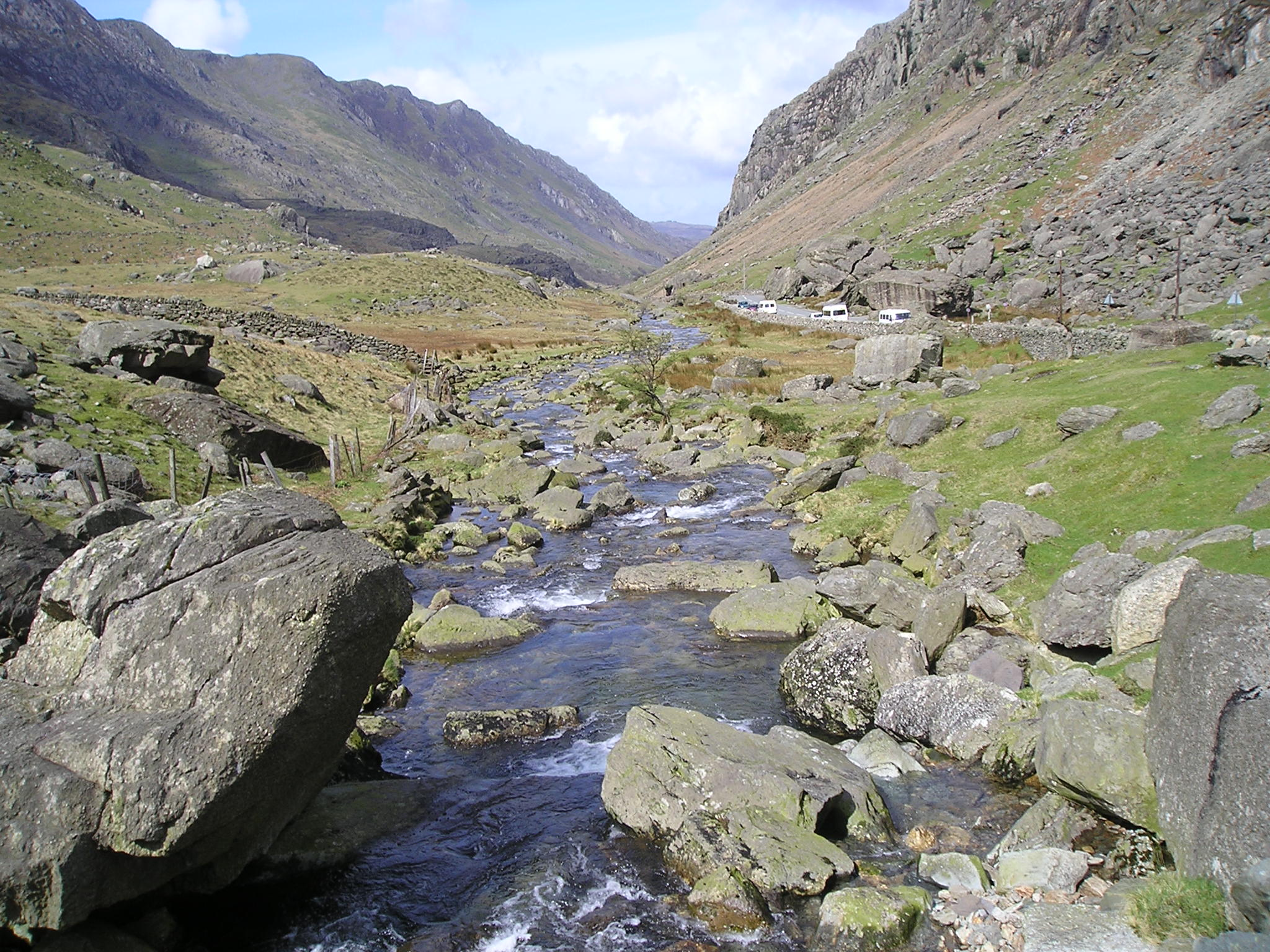
Il panorama nella valle

Il passo di Llanberis giace tra i massicci montuosi dello Snowdon e del Glyderau nella contea di Gwynedd, nel Galles nord-occidentale. La sommità del passo ospita l'hotel di Pen-y-Pass, oggi convertito in un ostello, ed è situato a 1,5 km di distanza dal centro urbano. La strada A4086, la quale conduce da Caernarfon a Capel Curig, attraversa tale località. La valle di Nant Peris si trova a nord-ovest scendendo verso la città di Llanberis, i laghi Llyn Peris e Llyn Padarn e prosegue come Afon Rhythallt fino a Caernarfon e allo stretto di Menai. La valle è stretta, si estende in lunghezza ed è altresì scoscesa, con formazioni rocciose impervie e massi su entrambi i lati della strada.
A est dell'ostello vi sono le sorgenti del Dyffryn Mymbyr, un affluente del fiume Llugwy che si congiunge a Capel Curig. A meridione di Pen-y-gwryd si trovano le sorgenti dell'Afon Glaslyn, che scorre a sud-ovest verso Beddgelert.

### Arrampicata
Molte falesie esteticamente straordinarie risultano facilmente accessibili dalla strada e la zona è molto apprezzata dagli alpinisti. Sul lato nord, le mete più frequentate sono Dinas y Gromlech, Carreg Wastad, Clogwyn y Grochan (chiamate insieme le Tre Cime), e più a valle, Craig Ddu. Per quanto concerne la sezione meridionale del passo, il principale rilievo situato "lungo la strada" è Dinas Mot.
I Cromlech Boulders sono usati per il bouldering. Questi massi lungo la strada sono stati salvati dalla distruzione che li avrebbe potuti coinvolgere con un progetto di ampliamento della strada del 1973: la protesta, messa in atto per sei anni da parte della popolazione locale, godette del sostegno degli alpinisti, storici, ambientalisti e geologi.
Gli alpinisti particolarmente associati all'area includono John Menlove Edwards (negli anni '30 e '40) e Joe Brown (negli anni '50 e '60). Alcuni membri della spedizione britannica del 1953 sul monte Everest si addestrarono nell'area e sfruttarono come punto di appoggio per le loro operazioni l'hotel Pen-y-Gwryd all'estremità orientale del passo.

## Accesso

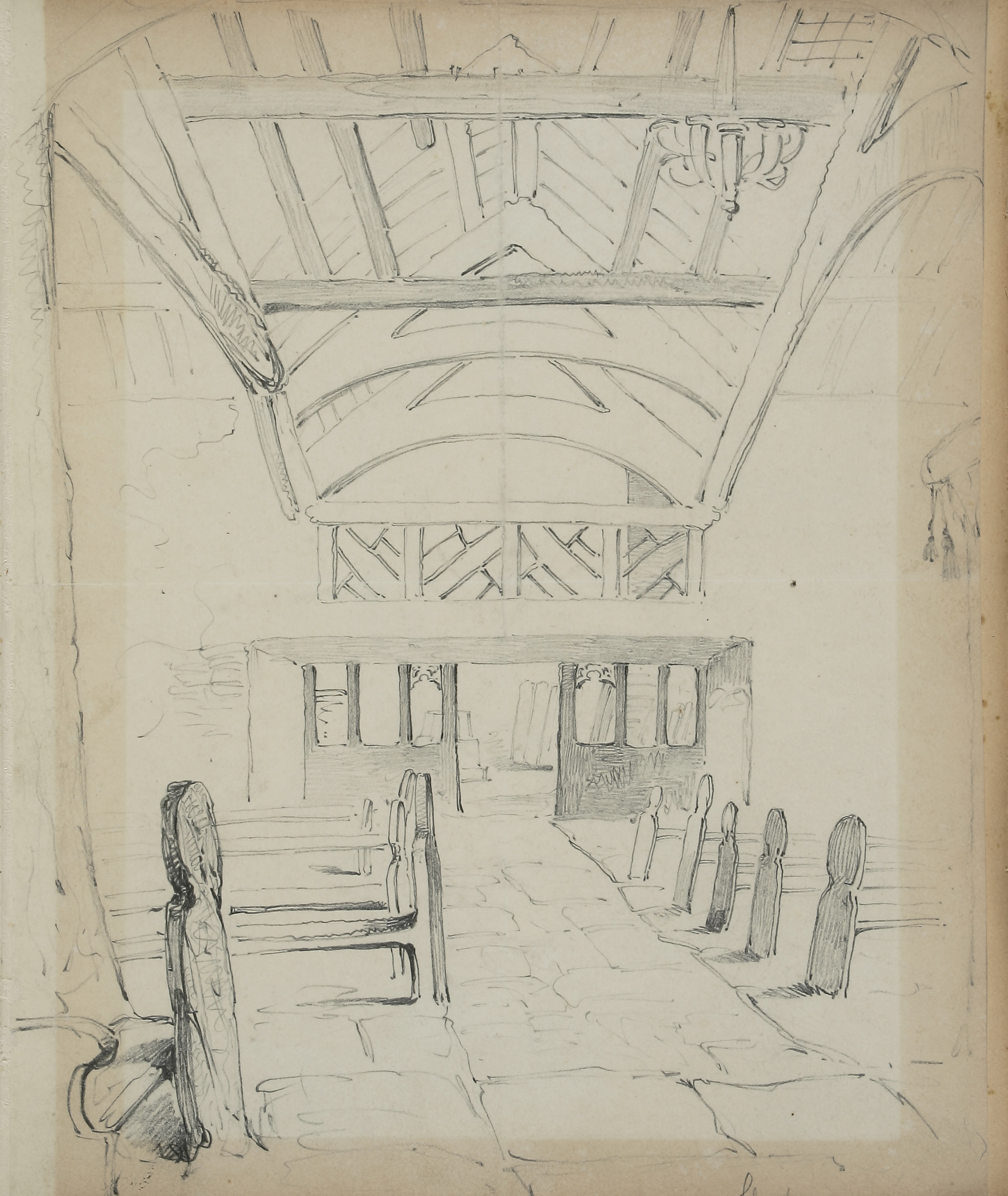
Interno della chiesa di St Peris a Nant Peris, 1827-1829, attribuito a Henry Harris Lines o Frederick Thomas Lines

A Pen-y-Pass esistono un parcheggio e un bar, oltre a tre diversi sentieri che partono in destinazione Snowdon, mentre altri due a levante conducono alle vette di Glyder Fawr e Glyder Fach. Il parcheggio è solitamente pieno e per il trasporto si può ricorrere a un servizio di bus navetta da Llanberis, con un parcheggio di interscambio e corse che transitano vicino al Vaynol Arms. La rete di servizi di autobus Snowdonia Sherpa gestita da Express Motors e GHA Coaches gestisce servizi frequenti tra Betws-y-Coed, Capel Curig, Pen-y-Gwryd e Pen-y-Pass e anche tra Pen-y-Pass e Nant Peris (dove sono presenti parcheggi e accessi di vario tipo) e Llanberis.